# John Ashbery
Œuvres principales
- Autoportrait dans un miroir convexe

John Lawrence Ashbery, né le 28 juillet 1927 à Rochester dans l'État de New York et mort le 3 septembre 2017, à Hudson dans le même État, est un poète, essayiste, critique littéraire, dramaturge, traducteur et professeur d'université américain, un des fondateurs de l'École de New-York. Il fut chancelier de l'Academy of American Poets et membre de American Academy of Arts and Sciences.

## Biographie
John Ashbery est né à Rochester, dans l'état de New York, fils de Chester, un fermier et de Helen Lawrence Ashbery, une professeur de biologie. Il a décrit son père comme étant sujet à des mouvements d'humeur violente, qui ont rythmé la vie à la ferme. Les périodes les plus heureuses de son enfance étaient celles qu'il a passées avec ses grands-parents maternels à Rochester et à leur chalet d'été au bord du lac de Pultneyville.
À l'âge de 16 ans, il est envoyé comme pensionnaire à la Deerfield Academy (en) , une école privée du Massachusetts. Là , il a commencé à écrire de la poésie sérieusement, inspiré principalement par W. H. Auden et Octavio Paz. Il entre à l'Université Harvard, où il obtient son Bachelor of Arts en 1949, il passe ensuite son Master of Arts (littérature anglaise) à la Columbia University en 1951.  
Lors de ses études universitaires, il a rencontré des auteurs comme W. H. Auden, Kenneth Koch et Frank O'Hara, ces deux derniers deviendront amis pour la vie de John Ashbery et se regrouperont avec James Schuyler , pour créer ce qui allait être connu sous le nom de l'École de New York.
Bénéficiant d'une bourse Fulbright, il part en 1955 en France, il y restera jusqu'en 1957.
En tant que critique littéraire, il écrit ses premiers articles en 1957, il sera rédacteur en chef de New Art de 1965 à 1972, critique d'art pour le New York Magazine de 1978 à 1980 et pour Newsweek de 1980 à 1985. Il écrira également des articles de critiques littéraires pour The New York Herald-Tribune in Europe, Partisan Review, etc. Une sélection de ses écrits d'art a été publié par les éditions Knopf en 1989 sous le titre de Reported Sightings, Art Chronicles, 1957-1987 et publié en livre de poche par Harvard University Press en 1991. 
Son roman A Nest of Ninnies a été publié en 1969 et fut réédité à plusieurs reprises, la dernière réédition datant de 2008. 
Il écrit trois pièces de théâtre Three Plays (1978) dont The Heroes, qui a été créé la première fois à New York par le Living Theater en 1952. 
Enfin il fit de nombreuses traductions d'auteurs français : Arthur Rimbaud, Raymond Roussel, Max Jacob, Alfred Jarry, Antonin Artaud, Pierre Reverdy, Stéphane Mallarmé, etc. Ses diverses traductions sont rassemblées dans deux livres : Collected French Translations : Poetry (2014) et Collected French Translations : Prose (2014).
Ses principaux essais sont rassemblés dans Selected Prose (2004).
Les données sur sa vie privée sont très réduites, Ashbery est très avare de détails. On sait qu'il fut conscient très jeune de son homosexualité qu'il dut cacher pendant longtemps dans l’Amérique puritaine des années 1950. Dans les années 1980, il donnera une interview à Christophe Hennesy publiée dans le livre Our Deep Gossip, exposant son rapport à l'homosexualité et les rapports de celle-ci à sa poésie.
Son travail a été traduit en plus de vingt langues.

### Carrière universitaire
- Brooklyn College, 1974-1990,
- Bard College, 1990-2008.
- Harvard University, 1989-1990.

## Œuvres

### Poésie
- Commotion of the Birds : New Poems, éd . Ecco Press, 2016,
- Breezeway: New Poems, éd . Ecco Press, 2015,
- Quick Question: New Poems, éd. Ecco Press, 2012,
- Planisphere , éd. Ecco press, 2009[17],
- Collected Poems, 1956-1987, éd. Library of America, 2008,
- Notes from the Air : Selected Later Poems, éd. Ecco Press, 2007, (Prix international « Griffin Poetry » en 2008)[18],
- A Worldly Country, éd. Ecco Press, 2007
- Where Shall I Wander, éd. Ecco Press, 2005,
- Chinese Whispers, éd. Farrar Straus & Giroux, 2003,
- The Vermont Notebook, éd. Granary Books, 2001,
- As Umbrellas Follow Rain, éd. Qua Books, 2001,
- Your Name Here, éd. Farrar Straus & Giroux, 2000,
- Girls on the Run, éd. Farrar Straus & Giroux, 1999,
- Wakefulness, éd. Farrar Straus & Giroux, 1998,
- The Mooring of Starting Out, éd. Ecco, 1997,
- Can You Hear, Bird, éd. Farrar Straus & Giroux, 1995,
- And the Stars Were Shining, éd. Farrar Straus & Giroux, 1994,
- Three Books, éd. Puffin, 1993,
- Hotel Lautreamont, éd. Farrar Straus & Giroux, 1992,
- Flow Chart, éd. Farrar Straus & Giroux, 1991,
- The Ice Storm, éd. Hanuman Books, 1987,
- April Galleons, éd. Farrar Straus & Giroux, 1987,
- A Wave, éd. Farrar Straus Giroux, 1984 (Prix Lenore Marshall Poetry et Prix Bollingen de l'Université Yale),
- Shadow Train, éd. Penguin Books, 1981,
- As We Know, éd. Penguin Classics, 1979,
- Houseboat Days, éd. Farrar Straus Giroux, 1977,
- Self-Portrait in a Convex Mirror, éd. Penguin Books, 1975 (Prix Pulitzer, National Book Award et National Book Critics Award),
- Three Poems, éd. Puffin, 1972,
- The Double Dream of Spring, éd. Ecco Press, 1970,
- Selected Poems, éd. Penguin Books, 1967,
- Rivers and Mountains, éd. Ecco press, 1966 (National Book Award Finalist for Poetry de 1967)
- The Tennis Court Oath, éd. Wesleyan, 1962,
- Some Trees, éd. Ecco Press, 1956 (prix Yale Series of Younger Poets Competition),
- Turandot and other poems, éd. Editions of the Tibor de Nagy Gallery, 1953.

### Essais et autres écrits
- Selected Prose, éd. University of Michigan Press, 2004,
- John Ashbery in Conversation with Mark Ford, éd. Between the Lines Productions, 2003,
- Other Traditions: the Charles Eliot Norton Lectures, éd. Harvard University Press, 2000,
- Reported Sightings, Art Chronicles, 1957-1987, éd. Alfred A. Knopf, 1989,
- The Best American Poetry 1988, (anthologie), éd. MacMillan Publishing, 1988,
- David Schubert: Works & Days, éd. Quarterly Review of Literature, 1983,
- Three Plays, éd. Sun and Moon Press, 1978,
- Avant-garde Art, éd. Collier Books, 1971,
- A Nest of Ninnies, éd. Dutton, 1969.

### Traductions
- Collected French Translations : Poetry, éd. Farrar, Straus and Giroux, 2014,
- Collected French Translations : Prose, éd. Farrar, Straus and Giroux, 2014,
- Illuminations, d'Arthur Rimbaud, éd. W. W. Norton Company, 1975

### Œuvres traduites en Français
Ses œuvres ont été publiées en plus de 20 langues, dont le français.
- Fragment : Clepsydre : poèmes français, trad. de Michel Couturier, Paris, Seuil, 1975, 90 p.
- Quelqu'un que vous avez déjà vu, trad. de Pierre Martory et Anne Talvaz, Paris, POL, 1993, 214 p.
- Heure locale, trad. d'Anne Talvaz, Bordeaux, Un bureau sur l'Atlantique, 1997, [29] p.
- Autoportrait dans un miroir convexe, trad. d'Anne Talvaz, Saint-Pierre-la-Vieille, Atelier La Feugraie, 2004, 163 p.
- Trois poèmes, trad. de Franck André Jamme et Marie-France Azar, Marseille, Al Dante, 2010, 131 p.
- Le Carnet du Vermont, illustré par Joe Brainard, traduction française par Olivier Brossard, Joca Seria, 2013
- Le serment du Jeu de paume, traduction française et postface par Olivier Brossard, Éditions Corti, "Série américaine", 2015
- Vague, traduction française, postface et notes de Marc Chénetier, Joca Seria, 2015.
- Autobiographie dans un miroir convexe, traduction française de Pierre Alferi, Olivier Brossard et Marc Chénetier. Postface de Marc Chénetier, éditions Joca Seria, Collection américaine, 2020.

## Prix et distinctions
- 2017 : la médaille d'honneur de The Raymond Roussel Society de New York[20].
- 2011 : le National Book Award pour l'ensemble de son œuvre[21]
- 2008 : le prix Griffith (poésie)[19]
- 2008 : le prix Robert Creeley de la fondation Robert Creeley[22]
- 2008 : Doctorat honoris causa de l'université Yale[23]
- 1995 : la médaille Robert Frost de la Poetry Society of America[24]
- 1992 : le Prix Antonio-Feltrinelli pour la poésie[25].
- 1985 : le prix de poésie Lenore Marshall[26] de l'Academy of American Poets
- 1985 : le Prix Bolligen[27]
- 1976 : le prix Pulitzer[28]
- 1975 : le National Book Award[29]
- 1975 : le National Book Critics Award[30]

### Audios et vidéos
- PennSound[50]